# Thomas Sumter

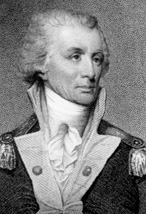
Thomas Sumter

Thomas Sumter (* 14. August 1734 bei Charlottesville, Colony of Virginia; † 1. Juni 1832 bei Stateburg, South Carolina) war ein General der USA im Amerikanischen Unabhängigkeitskrieg und ein langjähriges Mitglied des US-Kongresses.
Mit 30 Jahren zog Sumter nach South Carolina und ließ sich in Stateburg im Distrikt Claremont nieder. Hier heiratete er im Jahre 1767 Mary Jameson. Gemeinsam mit seiner Frau genoss er einigen wirtschaftlichen Erfolg und wurde ein wohlhabender Plantagenbesitzer. Aufgrund seines Wohlstandes und seiner Reputation konnte er eine lokale Miliz aufstellen. Im Februar 1776 wurde er Oberstleutnant des 2. Schützenregimentes. Er nahm an mehreren Gefechten des Unabhängigkeitskrieges, inklusive der Verteidigung Georgias, teil. Nachdem die Briten Charleston umzingelt hatten, fahndeten sie nach Sumter, der ins Hinterland fliehen musste. Hier bildete er eine Widerstandsgruppe aus Männern aus North Carolina und South Carolina. Er wurde zum Brigadegeneral ernannt und kämpfte erfolgreich hinter den Linien des Feindes. Sein tollkühner und furchtloser Kampfstil brachte ihm den Spitznamen gamecock (dt. Kampfhahn) ein.
Nach der Revolution ging er in die Politik und diente hier unter den ersten vier Präsidenten. Für South Carolina war Sumter von 1789 bis 1793 sowie von 1797 bis 1801 Mitglied des Repräsentantenhauses und von 1801 bis 1810 Mitglied des Senats. Er gehörte der Demokratisch-Republikanischen Partei an.
Sumter starb im Jahre 1832 als letzter noch lebender General des Unabhängigkeitskrieges. Sein Sohn Thomas (1768–1840) war Vizegouverneur von South Carolina und dessen Sohn Thomas De Lage Sumter war von 1839 bis 1843 ebenfalls Kongressabgeordneter für South Carolina.
Der Bezirk, in dem Stateburg inzwischen liegt, wurde 1800 in Sumter County umbenannt. Die Bezirksstadt ist Sumter. Es wurden auch viele andere Plätze und Orte nach Sumter benannt, so auch das im Sezessionskrieg bekannt gewordene Fort Sumter.